# Джон Фримонт
Джон Чарлз Фримонт (на английски: John Charles Frémont) е американски военен топограф, политик, изследовател на западните части на САЩ.

## Ранни години (1813 – 1837)
Роден е на 21 януари 1813 година в Савана, Джорджия, като извънбрачно дете на Ан Уайтинг. Преместват се в Чарлстън, Южна Каролина, където Фримонт завършва колеж. През 1838 постъпва в американската армия като военен топограф и служи до 1848. Подпомага няколко геодезически експедиции по западните части на САЩ.
Жени се тайно през 1841 г. за Джеси Бентън, дъщеря на сенатор от щата Мисури.

## Експедиционна дейност (1837 – 1853)

### Топографски дейности в Апалачите и горния басейн на Мисисипи (1837 – 1841)
През 1837 извършва топографски измервания в Южните Апалачи по трасето на новостроящата се жп линия.
През 1838 – 1839 под ръководството на видния американски топограф от френски произход Жан Николе (Джон Николет) картира горния басейн на Мисисипи, а през 1841, ръководи топографското заснемане на река Де Мойн (десен приток на Мисисипи).

### Първа експедиция в Скалистите планини (1842)
През 1842 заедно с известния по това време трапер Кит Карсън и станалият по-късно един от видните американски картографи немец Карл Прейс, се отправя на голяма експедиция на запад. Картира прериите в областта на басейна на река Норт Плат. През октомври се изкачва по реката и по левия ѝ приток Суитуотър до хребета Уинд Ривър, след което се завръща в Сейнт Луис.

### Втора експедиция в Скалистите планини (1843 – 1844)
В края на май 1843, отново същия екип предприема нова голяма експедиция като се изкачва по река Канзас и по десния ѝ приток река Смоки Хил и от горното течение на последната се прехвърля в басейна на река Арканзас, на източните склонове на Скалистите планини, на 38º с.ш. От там тръгва на север покрай източните склонове на Предния хребет, заобикаля от север хребета Медисън Боу и през „Южния проход“ достига до Голямото солено езеро, като бегло изследва крайбрежието му. Придвижва се на север към горното течение на река Снейк, спуска се по нея и по река Колумбия, като през ноември 1843 достига до устието на левия ѝ приток река Уилламит.
Експедицията преминава през Скалистите планини до река Колумбия през лятото и есента, когато проходите все още не са затворени от снегове. В неговите задължение влиза и задачата да провери дали тези проходи са проходими и през зимния сезон. След кратък отдих, с малък отряд Фримонт се отправя отново на път. Продължава на юг покрай западните склонове на Каскадните планини, достига до река Кламат, завива на изток, в началото на декември пресича Каскадните планини и навлиза в Големия басейн при езерото Аппер Кламат (42°25′ с. ш. 121°55′ з. д. / 42.416667° с. ш. 121.916667° з. д.). На 25 декември 1843 открива меридионалната пустинна долина Уорнър с групата езера Кристмас (Уорнър) в нея. От там продължава на юг приблизително по 120º з.д. и в средата на януари 1844 достига до североизточните склонове на Сиера Невада, в горното течение на река Карсън, като в хребета Сиера Невада открива езерото Тахо (ок. 600 км2). Пресича хребета от изток на запад и на 20 февруари прониква в Калифорнийската долина, в долното течение на река Сакраменто. Изкачва се на юг по река Сан Хоакин, завива на изток, пресича южната част на Сиера Невада и пустинята Мохаве и достига до Лас Вегас. През май 1844 продължава на североизток, достига до езерото Юта, завива на изток, пресича през юни и юли хребета Уосатч и изследва в него масива Уинта (4114 м). Пресича вододела между Колорадо и Мисисипи, навлиза в горния басейн на река Арканзас и през август достига до Мисисипи.
Отчетът му за това пътешествие произвежда сензация и го издига в първите редици на изследователите на Далечния Запад на САЩ. Самия Фримонт обаче не е доволен от своите географски достижения, тъй като е наясно, че огромни части от т.нар. Голям басейн (обширна безотточна област с площ около 550 хил км2) в географско отношение практически са неизучени и счита за необходимо веднага да се пристъпи към тяхното изследване, тъй като САЩ се подготвят за завоюване на този район и Калифорния.

### Трета експедиция в Скалистите планини (1845 – 1846)
През 1845 възглавява нова, голяма и много добре въоръжена експедиция към Далечния Запад. Изследва областта между Голямото солено езеро и езерото Юта, където разделя експедицията на два отряда. Единия отряд воден от него изследва цялото течение на река Хумболт и по реките Карсън и Уокър достига до соленото езеро Уокър, където се съединява с другия, южен отряд, воден от Е. М. Керн, който пресича Големия басейн от североизток на югозапад.
Там, при езерото Уокър, двата отряда отново се разделят. Фримонт продължава на запад, заобикаля от север езерото Тахо и през прохода Донер (2191 м) достига до река Сакраменто и по нея до залива Сан Франциско. Отрядът на Керн заобикаля от юг планината Сиера Невада и слиза в южната част на Калифорнийската долина, към долното течение на река Керн, водеща началото си от подножието на връх Уитни (4418 м), най-високата точка в основната територия на САЩ. От там отрядът се спуска по долината на река Сан Хоакин и в южния ъгъл на залива Сан Франсиско се съединява с отряда на Фримонт. От там цялата експедиция се отправя на север до езерото Аппер Кламат, където Фримонт получава известие за началото на американо-мексиканската война (1846 – 1848) и заповед да се завърне в Калифорнийската долина и да „възглави“, а в действителност да организира, въстанието на американските заселници против мексиканското правителство. Това „въстание“ завършва фактическата окупация и присъединяването на Горна Калифорния към САЩ, която формално е включена в САЩ през 1848.
През 1846 Фримонт участва като доброволец във войната, но скоро напуска армията поради конфликт с командващия, който го обвинява, че се стреми към поста губернатор на Калифорния. В интерес на истината той успява да „закупи“ лично за себе си огромен поземлен имот от 16 хил. ха, на брега на река Марипоса (десен приток на Сан Хоакин). Заради дезертирането си от армията е арестуван във Вашингтон и изправен пред военен съд, но е помилван от президента Джеймс Полк и отново се заема с изследователско-топографската си дейност на запад.

### Четвърта експедиция в Скалистите планини (1848)
През 1848 г., Фримонт възглавява нова изследователска експедиция за търсене и откриване на най-оптималното трасе за прокарване на трасконтинентална жп линия от долината на Мисисипи до Сан Франциско. По негови препоръки жп линията трябва да пресече Скалистите планини близо до горното течение на река Рио Гранде, приблизително на 37° с.ш. и той решава да изследва този участък в най-трудното време от годината, в средата на зимата. Пресича хребета Сангре де Кристо (на изток от горното течение на Рио Гранде) в централната му част, достига до река Рио Гранде, но при опитът му да пресече планината Сан Хуан по време на буря загиват единадесет души и почти всички мулета и Фримонт е принуден да отстъпи. Поради това се спуска по долината на Рио Гранде до 32º с.ш. и от там достига на запад до Калифорнийската долина, където в долината на река Марипоса (в неговия земеделски участък) открива големи златни залежи. По-късно именно на тези златни находища Фримонт става милионер.

### Последно пътешествие в Далечния Запад (1853)
През втората половина на 1853 Фримонт провежда последната си експедиция. Пресича Големия басейн, от горното течение на Колорадо на югозапад през хребета Сиера Невада и достига до река Сан Хоакин.

## Политическа кариера и смърт
Откриването на златните находища в неговия земеделски участък го правят богат и скоро Фримонт се впуска в политическа кариера. През 1849 се кандидатира и от 9 септември 1850 до 3 март 1851 е сенатор от Калифорния в Конгреса на САЩ.
През 1856 се кандидатира за президент от Републиканската партия, но губи надпреварата с кандидата на демократите Джеймс Бюканън. По време на Гражданската война (1861 – 1864) участва на страната на северните щати и е повишен в чин генерал-майор. През 1864 отново се кандидатира за президентския пост, но отново губи, този път от Ейбрахам Линкълн. От 1878 до 1881 е губернатор на щата Аризона, по късно се отказва от политиката, премества се в Ню Йорк, където умира от перитонит на 13 юли 1890 година.

## Памет
Неговото име носят:
- връх Фримонт (36°45′ с. ш. 121°30′ з. д. / 36.75° с. ш. 121.5° з. д., 967 м), в щата Калифорния;
- връх Фримонт (43°07′ с. ш. 109°37′ з. д. / 43.116667° с. ш. 109.616667° з. д., 4189 м), в щата Уайоминг;
- град Фримонт (37°33′ с. ш. 121°59′ з. д. / 37.55° с. ш. 121.983333° з. д.), в щата Калифорния;
- град Фримонт (43°28′ с. ш. 85°57′ з. д. / 43.466667° с. ш. 85.95° з. д.), в щата Мичиган;
- град Фримонт (41°26′ с. ш. 96°29′ з. д. / 41.433333° с. ш. 96.483333° з. д.), в щата Небраска;
- град Фримонт (42°59′ с. ш. 71°09′ з. д. / 42.983333° с. ш. 71.15° з. д.), в щата Ню Хемпшир;
- град Фримонт (41°21′ с. ш. 84°12′ з. д. / 41.35° с. ш. 84.2° з. д.), в щата Охайо;
- град Фримонт (44°16′ с. ш. 88°51′ з. д. / 44.266667° с. ш. 88.85° з. д.), в щата Уисконсин;
- град Фримонт (38°27′ с. ш. 111°37′ з. д. / 38.45° с. ш. 111.616667° з. д.), в щата Юта;
- окръг Фримонт, в щата Айдахо;
- окръг Фримонт, в щата Айова;
- окръг Фримонт, в щата Колорадо;
- окръг Фримонт, в щата Уайоминг;
- река Фримонт (устие, 38°24′ с. ш. 110°42′ з. д. / 38.4° с. ш. 110.7° з. д.), в щата Юта, десен приток на река Колорадо.

Освен географски обекти неговото име носят множество улици, университети и училища в различни американски градове.

## Трудове
- „Colonel J. C. Fremont's exploration“ (v. 1 – 2, 1859).